# Bausch & Lomb Championships 1982
Il Bausch & Lomb Championships 1982 è stato un torneo di tennis giocato sulla terra rossa. È stata la 3ª edizione del torneo, che fa parte del WTA Tour 1982. Si è giocato all'Amelia Island Plantation di Amelia Island negli USA dal 19 al 25 aprile 1982.

## Campionesse

### Singolare
Chris Evert ha battuto in finale  Andrea Jaeger con il punteggio di 6–3, 6–1

### Doppio
Leslie Allen /  Mima Jaušovec hanno battuto in finale  Barbara Potter /  Sharon Walsh con il punteggio di 6–1, 7–5